# Saint-Saturnin, Sarthe
Saint-Saturnin är en kommun i departementet Sarthe i regionen Pays de la Loire i nordvästra Frankrike. Kommunen ligger i kantonen Le Mans-Nord-Ouest som tillhör arrondissementet Le Mans. År 2022 hade Saint-Saturnin 2 773 invånare.

## Befolkningsutveckling
Antalet invånare i kommunen Saint-Saturnin
| Referens: INSEE |